# IC 1697
IC 1697 је спирална галаксија у сазвјежђу Кит која се налази на листи објеката дубоког неба у Индекс каталогу.
Деклинација објекта је + 0° 26' 42" а ректасцензија 1h 25m 2,9s. Привидна величина (магнитуда) објекта IC 1697 износи 13,8 а фотографска магнитуда 14,6. IC 1697 је још познат и под ознакама UGC 976, MCG 0-4-125, CGCG 385-116, NPM1G +00.0055, IRAS 01224+0011, PGC 5238.